# Lekkoatletyka na Letnich Igrzyskach Olimpijskich 1896 – maraton
Maraton na Letnich Igrzyskach Olimpijskich 1896 był jedną z konkurencji lekkoatletycznych na pierwszych nowożytnych igrzyskach olimpijskich. Rozegrano ją 10 kwietnia 1896 roku (od godziny 14:00) na trasie Maraton-Ateny. Trasa biegu liczyła około 40 kilometrów. Pierwszym zwycięzcą został Grek Spiridon Luis, który wyprzedził Charilaosa Wasilakosa i Węgra Gyulę Kellnera. Początkowo trzecie miejsce zajął inny Grek Spiridon Belokas, jednak został zdyskwalifikowany za przejechanie części trasy wozem konnym. 
Był to pierwszy bieg maratoński na dużej międzynarodowej imprezie. Pomysłodawcą tego biegu był francuski językoznawca Michel Bréal.

## Historia zawodów

### Starożytne przekazy

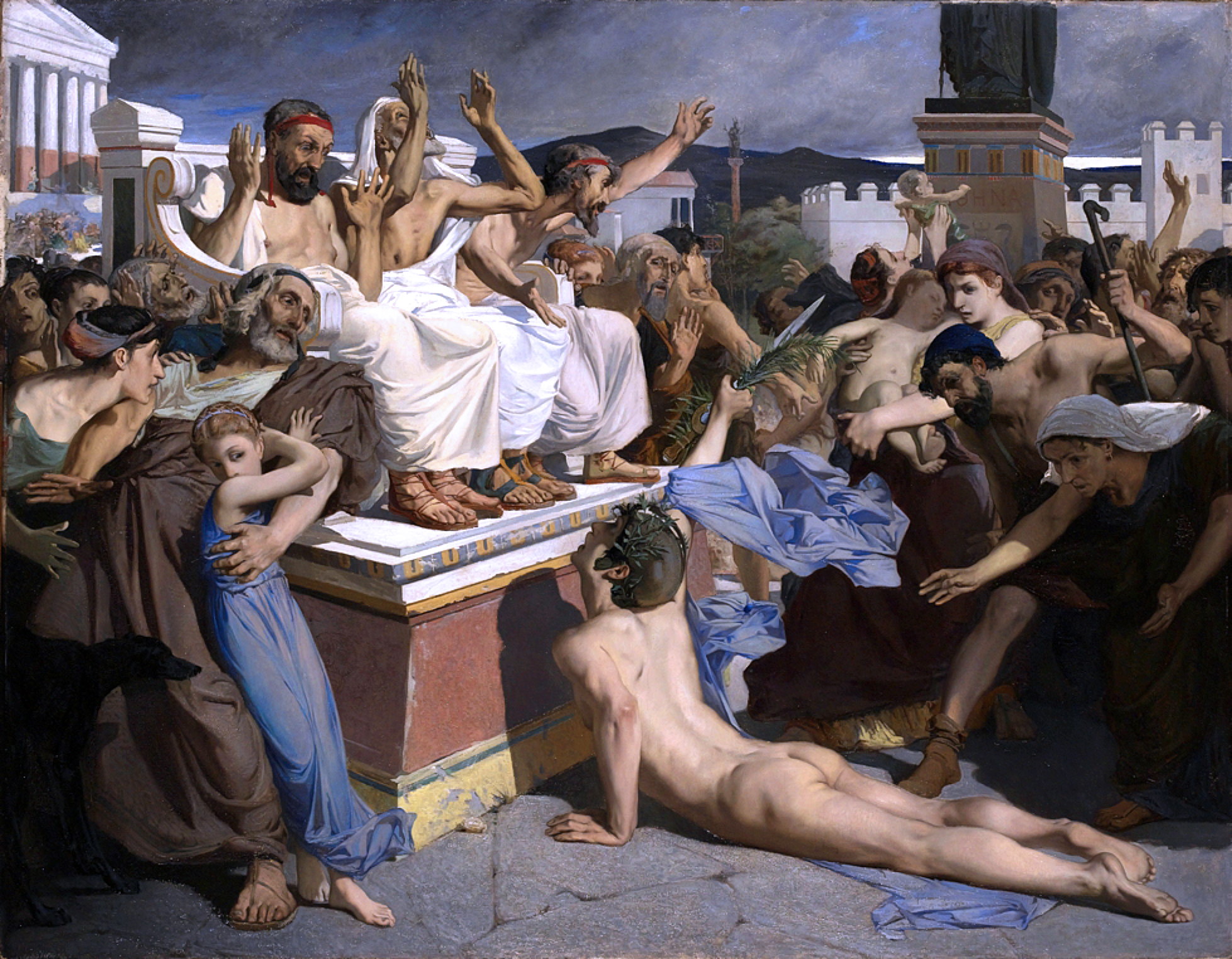
Obraz Filippides autorstwa Luca-Oliviera Mersona z 1869 roku

Historię nowoczesnego maratonu upatruje się w rozegranej w V wieku p.n.e. bitwie pod Maratonem. W dniu 12 września 490 r. p.n.e. Grecy i Persowie stoczyli bitwę zakończoną zwycięstwem Hellenów. Według legendy po zwycięskiej bitwie wysłano do Aten posłańca Filippidesa (albo Fidippidesa), by obwieścić zwycięstwo i ostrzec przed zbliżającą się flotą perską. Ruszył z miejscowości Maraton, dotarłszy na miejsce ogłosił nowinę i padł z wycieńczenia. Wkrótce potem, również biegiem, dotarła do miasta większość ateńskiego wojska.
Herodot w swoich Dziejach opisuje, że po zwycięskiej dla Ateńczyków bitwie z Persami, nie jeden człowiek, a cała armia grecka pospieszyła do Aten, by uprzedzić Persów płynących okrętami. Sam Filippides faktycznie został opisany przez Herodota jako posłańca w armii ateńskiej, jednak miał on się udać do Sparty w celu przekazania prośby o pomoc. Za osobę, która dała podwaliny do legendy ateńskiego posłańca, uznawany jest Plutarch z Cheronei, który w swoim eseju pt. O chwale Aten wspomina o biegu Filippidesa z Maratonu do Aten.

### Przed igrzyskami
Choć bieganie długodystansowe było popularne w XIX wieku (choćby w formie pedestrianizmu, czyli długich spacerów przypominających chód), przed 1896 rokiem nigdy nie rywalizowano w takim biegu. Rozegranie maratonu zaproponował Francuz Michel Bréal, przyjaciel Pierre'a de Coubertina, który uczestniczył w planowaniu zawodów olimpijskich w Atenach. Bréal pisał do Coubertina, że jeśli komitet organizacyjny włączy maraton do zmagań olimpijskich, to będzie skłonny ufundować nagrodę dla zwycięzcy. Pomysł francuskiego lingwisty został chętnie przyjęty. 
Pierwszy bieg maratoński wzbudził zainteresowanie u Greków. Kilka miesięcy przed igrzyskami przeprowadzono nabór w wojsku i wśród listonoszów, aby wyłonić najlepszych zawodników, których zgromadzono w specjalnym ośrodku przygotowawczym. Greków chętnych do uczestnictwa w zawodach nie brakowało. Według niektórych źródeł trzech z nich zginęło w przygotowaniach przedolimpijskich. Przed igrzyskami rozegrano dwa biegi maratońskie dla greckich zawodników, które były niejako kwalifikacjami do biegu olimpijskiego. Dwóch biegaczy miało przebiec ten dystans już w lutym 1896 – jednym z nich był Jeorjos Grigoriu (uzyskał czas 3 godzin i 45 minut). 

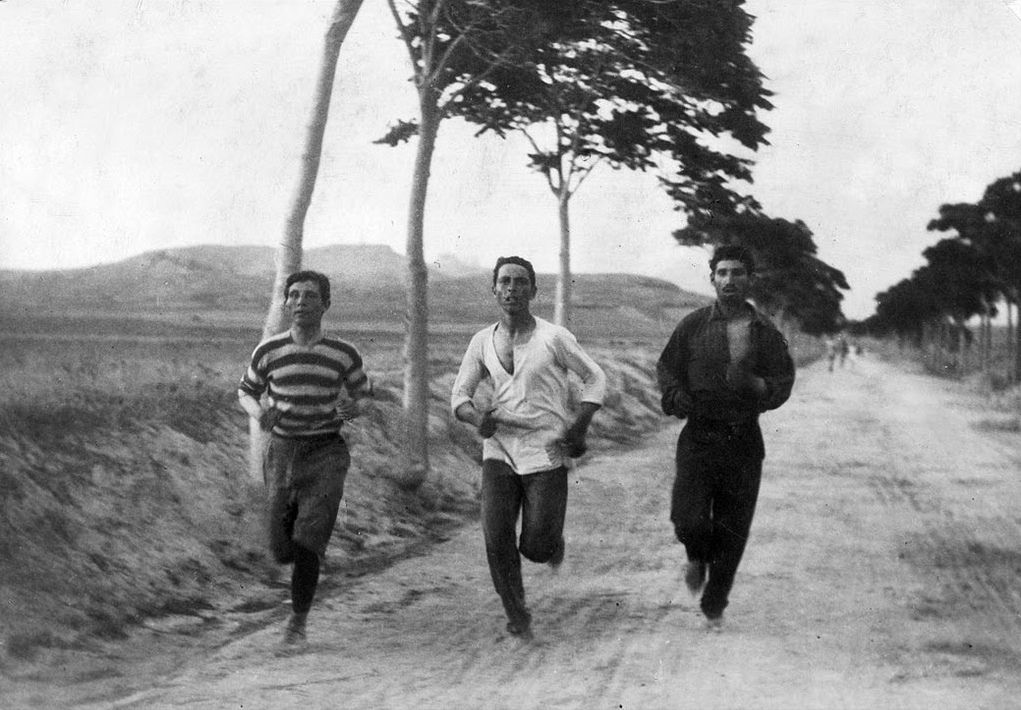
Zawodnicy w trakcie przygotowań do igrzysk, w środku Charilaos Wasilakos

Pierwszy oficjalny bieg maratoński rozegrano 10 marca 1896. Z czasem 3 godzin i 18 minut zwyciężył Charilaos Wasilakos, który wyprzedził Spiridona Belokasa (3 godziny 21 minut) i Dimitriosa Delijanisa (3 godziny 33 minuty). Drugi maraton odbył się kilka dni przed igrzyskami w Atenach. Zwyciężył wtedy Joanis Lawrendis (osiągnął wynik 3:11:27), zaś Spiridon Luis, późniejszy mistrz olimpijski, uplasował się na piątym miejscu. 
W dniu rozpoczęcia igrzysk ponownie rozegrano maraton, tym razem dopuszczono do udziału obcokrajowców. Triumfatorem został Dimitrios Delijanis z czasem 3 godzin i 3 minut. Drugie miejsce osiągnął Teddy Flack, trzeci był Spiridon Belokas. Siódme miejsce zajął wtedy Charilaos Wasilakos, zaś Spiridon Luis był dopiero siedemnasty. Początkowo tylko szesnastu zawodników z tego biegu miało wystąpić w zawodach olimpijskich, jednak na wniosek wojskowego Papadiamandopulosa postanowiono dopuścić Luisa do udziału w olimpiadzie.

## Przebieg zawodów olimpijskich

### Przed biegiem
Na starcie pojawiło się 17 zawodników, w tym czterech obcokrajowców. Wśród nich byli Teddy Flack, Arthur Blake, Albin Lermusiaux i Gyula Kellner. Flack, Blake i Lermusiaux zajmowali miejsca w pierwszej trójce w biegach na 800 m i 1500 m, jednak najlepszy z nich był Flack, który zwyciężył na obu dystansach. Węgier Kellner był jedynym obcokrajowcem, który przed igrzyskami kiedykolwiek przebiegł dystans maratoński – ten wyczyn osiągnął w Budapeszcie w czasie około trzech godzin. 
Grecy byli niezadowoleni z przebiegu zawodów lekkoatletycznych, w większości bowiem wygrali je Amerykanie. Bieg maratoński był więc dla nich punktem kulminacyjnym igrzysk. Rangę tego biegu oddaje liczba kibiców i publiczności (głównie greckiej), która zgromadziła się na stadionie i na drogach. Szacunkowo mogło to być nawet 100 tysięcy osób.
Kilka godzin przed biegiem doszło do dyskwalifikacji najpoważniejszego kandydata do mistrzostwa – Włocha Carla Airoldiego. Ze względu na brak zainteresowania igrzyskami w jego ojczyźnie i brak środków finansowych na podróż statkiem czy pociągiem, postanowił on udać się do Aten pieszo. Podróż rozpoczął 28 lutego 1896 w Mediolanie, do Aten dotarł 2 kwietnia, a więc osiem dni przed rozpoczęciem zawodów. Początkowo był przychylnie traktowany przez Greków, z czasem jednak zaczęto mu wypominać udziały w biegach z nagrodami. Mimo że zasady nie były jednoznaczne, komitet olimpijski uległ greckim naciskom i zdyskwalifikował Airoldiego kilka godzin przed startem do biegu. Nie został potem wpuszczony na stadion, podczas próby dostania na niego został aresztowany.
Zmagania olimpijskie rozpoczęto tuż przed godziną 14:00 czasu lokalnego. Papadiamandopulos, grecki pułkownik albo major, wygłosił krótkie przemówienie patriotyczne, które Sokratis Lagudakis, student medycyny mówiący po francusku (i zarazem uczestnik biegu), skwitował zagranicznym uczestnikom w takich słowach: Jeśli któryś z was wygra, będziecie dla nas jak bracia. Chwilę później Papadiamandopulos dał sygnał do startu za pomocą strzału z pistoletu. Zawodnicy wystartowali z mostu w miejscowości Maraton, zaś meta zlokalizowana była na stadionie Panathinaiko w Atenach. Długość biegu nie była tożsama z długością współczesnych biegów maratońskich, liczyła bowiem około 40 kilometrów. Po raz pierwszy na dystansie 42 km 195 m biegano na londyńskich igrzyskach w 1908 roku i od Letnich Igrzysk Olimpijskich 1924 maratony olimpijskie rozgrywa się na tym dystansie.
Charalambos Anninos (1896) pisał, że zawodnicy przed startem byli ustawieni w dwóch rzędach. Nieznany z imienia reporter zanotował jednak, że sportowcy byli rozstawieni w czterech rzędach. Za tą wersją opowiadają się m.in. Anthony Bijkerk i David Young. Grecki historyk Karolos Morites (1997) wymienia zawodników w takiej sekwencji:
- pierwszy rząd – Dimitrios Delijanis, Teddy Flack, Spiridon Belokas, Albin Lermusiaux, Dimitrios Christopulos,
- drugi rząd – Gyula Kellner, Charilaos Wasilakos, Arthur Blake, Ewangelos Jerakaris, Jeorjos Grigoriu,
- trzeci rząd – Sokratis Lagudakis, Joanis Lawrendis, Joanis Wretos, Elefterios Papasimeon, Ilias Kafedzis,
- czwarty rząd – Spiridon Luis, Stamatios Masuris[9].

### Bieg i jego przebieg
Trasa maratonu prowadziła po polnych drogach, więc masa unoszącego się pyłu utrudniała zawodnikom bieg. Tego dnia panowała słoneczna i ciepła pogoda. Zawodnicy byli eskortowani przez urzędników i lekarzy poruszających się na rowerach i furmankach.
Od początku biegu prowadził Albin Lermusiaux. Francuz, który nigdy wcześniej nie przebiegł tak długiego dystansu, narzucił bardzo mocne tempo i w pewnym momencie miał przewagę około trzech kilometrów nad drugim zawodnikiem. Trudne warunki, w których rozgrywano ten bieg, spowodowały, że pierwsi biegacze zaczęli się wycofywać z biegu (Dimitrios Christopulos, Ilias Kafedzis). Do wioski Pikermi, położonej około 20 kilometrów od Maratonu, Lermusiaux miał podobno dotrzeć w czasie 52 minut. Najprawdopodobniej sprawozdawca pomylił dystans zawodów, gdyż niemożliwym jest przebiegnięcie tego dystansu w tak krótkim czasie. Na półmetku biegu prowadził Francuz, zaś na kolejnych pozycjach plasowali się Teddy Flack, Arthur Blake, Gyula Kellner, Joanis Lawrendis i Spiridon Luis. Po przebiegnięciu 23 kilometrów z biegu wycofał się Blake, krótko po nim dwaj Grecy – Grigoriu i Lawrendis. Wtedy też na trzecią pozycję awansował jeden z kandydatów do zwycięstwa – Charilaos Wasilakos.
Wasilakos i Luis biegli razem, cały czas będąc w kontakcie wzrokowym z rywalami. Legenda głosi, że zmęczony Luis miał wstąpić do oberży w miejscowości Pikermi, ugasić pragnienie gąsiorkiem wina i pytać lokalną ludność kto go wyprzedzał na trasie biegu. 

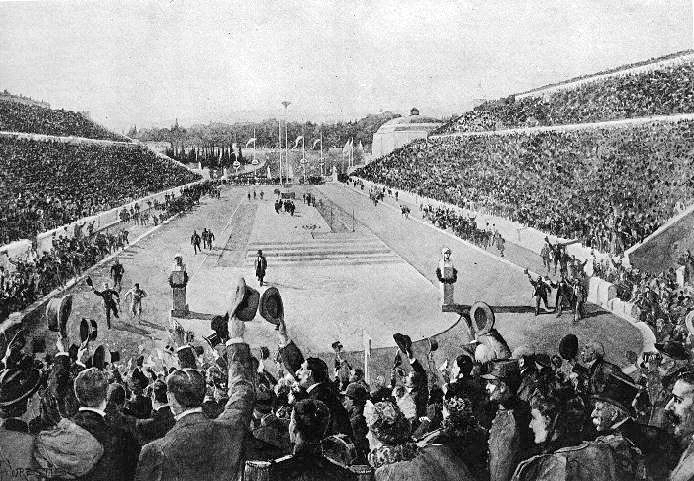
Spiridon Luis na ostatnich metrach wyścigu

Po 20. kilometrze na trasie biegu znajdował się długi podbieg. W miejscowości Palini (około 25 km) przewaga francuskiego atlety zmalała ledwie do jednej minuty. Wciąż jednak grupka biegaczy była rozciągnięta. Nieznany z imienia reporter zanotował taką kolejność: Lermusiaux (94 minuty), Flack (95 minut), Blake (98 minut), Wasilakos (101 minut), Luis (101 i pół minuty), Kellner (104 minuty), Delijanis i Belokas (105 minut), jednak Charalambos Aninos odnotował, że Blake wycofał się przed wioską Palini.
Prowadzący jeszcze Francuz został ciepło przyjęty przez mieszkańców Palini, którzy zbudowali na lokalnej drodze bramę i włożyli na głowę lidera koronę z liści laurowych. Kilkaset metrów dalej Lermusiaux został zaatakowany przez fanatycznego popa, którego szybko obezwładnili lokalni kibice. 
Po opuszczeniu Palini Francuz wyraźnie zaczął słabnąć. Zatrzymał się jeszcze na jednym z wzniesień w celu wykonania masażu przez jego sekundanta Guisela (Martin i Gynn uważają, że jego towarzyszem mógł być Adolphe Grisel), jednak około 32 kilometra zszedł z trasy.
Prowadzenie w biegu objął Australijczyk Flack, za nim plasował się Wasilakos. Spiridon Luis następnie przegonił swojego rodaka i stopniowo się od niego oddalał. Około 34 kilometra Luis doścignął Flacka, na trzecią pozycję awansował wtedy Gyula Kellner, na czwartą spadł Wasilakos, zaś piąty był Belokas, który wyglądał na najmniej zmęczonego. Tymczasem niemiecki kolarz August von Gödrich, medalista z tych igrzysk, przyniósł na stadion wiadomość o prowadzeniu australijskiego biegacza na 36. kilometrze (Kronika Sportu podaje, że Niemiec pomylił się o 5 kilometrów). Publiczność zgromadzona na stadionie pogrążyła się w ciszy. 
W okolicach wioski Ambelokipi (37 km) Luis otrzymał plasterki pomarańczy od swojej dziewczyny, która mocno go dopingowała. Wtedy też Luis przyspieszył, zaś wyczerpany Australijczyk upadł na ziemię. Jeden z widzów podnosił go, jednak oszołomiony Flack powalił kibica ciosem pięści i upadł ponownie. Ostatecznie Flack został zabrany karetką na stadion, gdzie obserwował finisz biegu.
Ponownie wysłano posłańca na stadion. Papadiamandopulos przekazał loży królewskiej dobre wieści, Grek miał wygrać maraton. Wieść szybko się rozeszła i publiczność wznosiła liczne okrzyki radości: Grek wygra maraton. Luis, biegnący z dużą przewagą nad kolejnymi zawodnikami, zmierzał od tego momentu samotnie do mety. Oddany w Atenach strzał z armaty zwiastował jego przybycie. Był radośnie witany przez tłumy widzów na ulicach Aten. Na ostatnich metrach towarzyszyli mu synowie królewscy: książę koronny Konstantyn i książę Jerzy, nieco później przyłączył się także książę Mikołaj. Luis wpadł na metę, a czas jaki mu zmierzono to 2 godziny 58 minut i 50 sekund. Gdy okazało się, że kolejnymi zawodnikami na mecie są dwaj inni Grecy – Charilaos Wasilakos i Spiridon Belokas, radość greckiej publiczności nasiliła się. Za tą trójką finiszował jedyny obcokrajowiec, który ukończył bieg – Gyula Kellner. Węgier złożył jednak protest, gdyż twierdził, że biegnący przed nim Grek przejechał część trasy wozem konnym. Belokas podobno szybko przyznał się do winy i został zdyskwalifikowany przez sędziów.

## Wyniki

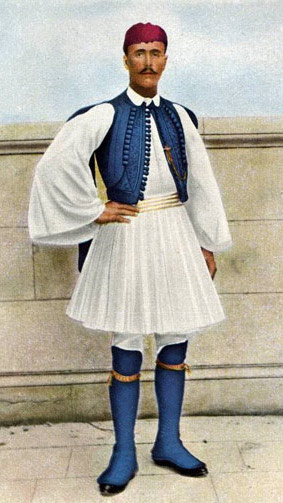
Spiridon Luis – zwycięzca maratonu

Źródło:
| Poz.   | Zawodnik               | Kraj              | Wynik           | Uwagi   |
| ------ | ---------------------- | ----------------- | --------------- | ------- |
| złoto  | Spiridon Luis          | Grecja            | 2:58:50         |         |
| srebro | Charilaos Wasilakos    | Grecja            | 3:06:03         |         |
| brąz   | Gyula Kellner          | Węgry             | 3:06:35 3:09:30 |         |
| 4.     | Joanis Wretos          | Grecja            | nieznany        |         |
| 5.     | Elefterios Papasimeon  | Grecja            | nieznany        |         |
| 6.     | Dimitrios Delijanis    | Grecja            | nieznany        |         |
| 7.     | Ewangelos Jerakaris    | Grecja            | nieznany        |         |
| 8.     | Stamatios Masuris      | Grecja            | nieznany        |         |
| 9.     | Sokratis Lagudakis     | Grecja · Francja  | ok. 3:58:50     |         |
| –      | Teddy Flack            | Australia         | DNF             | 37 km   |
| –      | Albin Lermusiaux       | Francja           | DNF             | 32 km   |
| –      | Jeorjos Grigoriu       | Grecja            | DNF             | 24 km   |
| –      | Joanis Lawrendis       | Grecja            | DNF             | 24 km   |
| –      | Arthur Blake           | Stany Zjednoczone | DNF             | 23 km   |
| –      | Ilias Kafedzis         | Grecja            | DNF             | 9 km    |
| –      | Dimitrios Christopulos | Grecja            | DNF             |         |
| –      | Spiridon Belokas       | Grecja            | DSQ             | 3:06:30 |

## Po zawodach

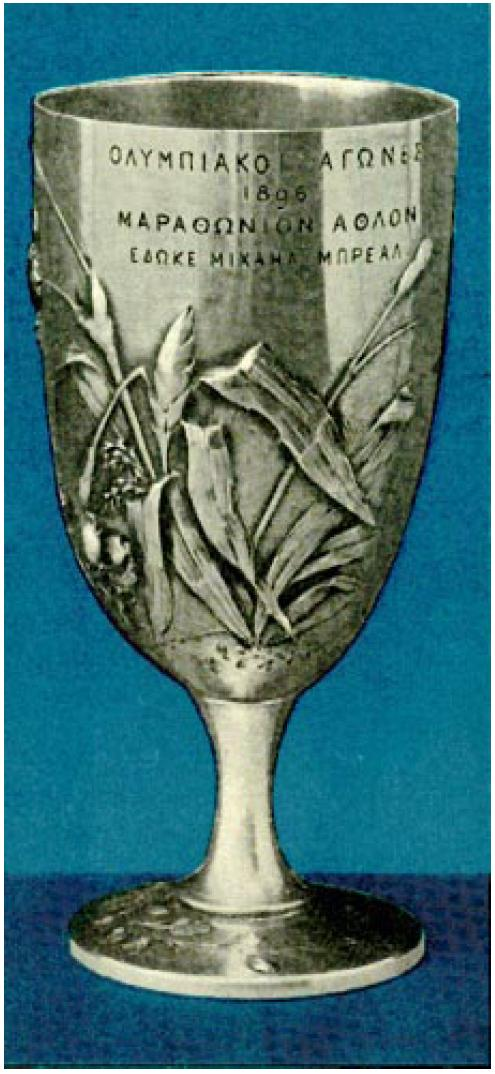
Puchar ufundowany przez Michela Bréala

### Nagrody dla zwycięzcy
Ze względu na tradycje maratonu w starożytnej Grecji, gospodarze igrzysk upatrywali w nim triumfatora ze swojego kraju. Niektórzy zamożni Grecy obiecali dla przyszłego mistrza cenne nagrody. Wśród nich znalazły się m.in.: pistolet, kilka zegarków, maszyna do szycia marki Singer, tona czekolady, stado owiec, pole czy baryłka stuletniego wina. Jeden z ateńskich krawców obiecał, że będzie ubierać zwycięzcę, a jeden z fryzjerów zapewnił, że będzie strzygł zwycięzcę za darmo. Z kolei Jeorjos Awerof, grecki filantrop mieszkający w Aleksandrii, zaoferował zwycięzcy sto tysięcy drachm i rękę swojej córki. Joanis Lambros, grecki kolekcjoner sztuki, ufundował antyczną wazę, zaś wspomniany Bréal – puchar.
Kiedy Luis osiągnął linię mety, został wzięty na ramiona przez synów królewskich i zaniesiony do loży królewskiej. Król Grecji oświadczył mu, że da mu wszystko o co poprosi. Biegacz z Amarusi miał wtedy powiedzieć, że najbardziej ucieszyłby się z wozu zaprzężonego w osła. 
Po zakończonym biegu zwycięzca opuścił stadion, gdzie został hucznie pożegnany przez zgromadzonych tam widzów. Otrzymał wtedy wiele małych podarunków (zegarki, łańcuszki, cygarnice). Podczas ceremonii zamknięcia igrzysk Luis otrzymał puchar ufundowany przez Michela Bréala i antyczną wazę z rąk kolekcjonera Joanisa Lambrosa (przekazał ją następnie do narodowego muzeum archeologicznego w Atenach), otrzymał też m.in. złoty zegarek, 20 000 drachm oraz kosztowny serwis porcelanowy od ambasadora Rosji w Atenach. Najprawdopodobniej Grek zrzekł się wielu nagród jakie mu oferowano i po igrzyskach powrócił do swojej wioski (Amarusi).

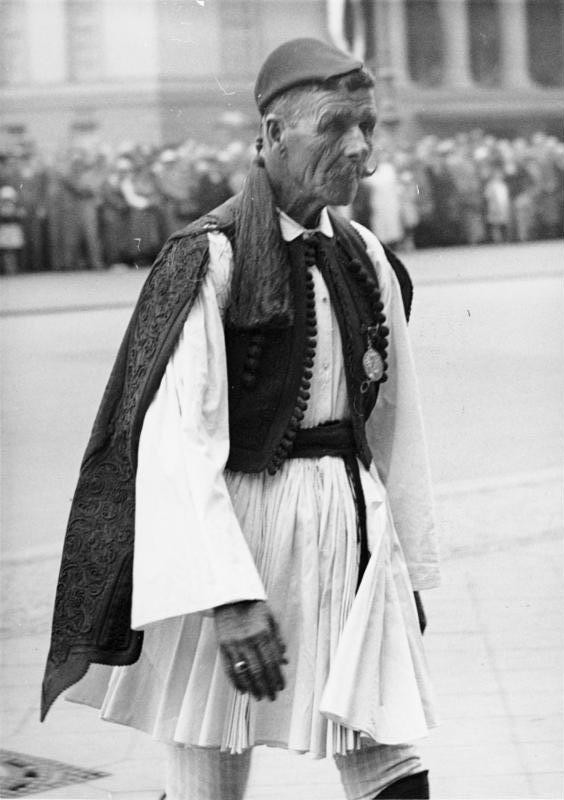
Spiridon Luis jako gość specjalny podczas Letnich Igrzysk Olimpijskich 1936

### Symboliczny bieg Rewiti
Kobiety nie mogły brać udziału w pierwszych nowożytnych igrzyskach olimpijskich (de Coubertin był zdecydowanym przeciwnikiem udziału kobiet w igrzyskach). W proteście wobec dyskryminacji kobiet Greczynka Stamata Rewiti z Siros przebiegła niemal całą trasę maratonu w czasie ok. pięciu i pół godziny (dzień po oficjalnym biegu mężczyzn), jednak nie została wpuszczona na stadion, kiedy finiszowała. Według historyków Rewiti miała wysłać pismo do Greckiego Komitetu Olimpijskiego z podpisami świadków, by uznano jej bieg za oficjalny. Nie przetrwał jednak żaden dokument potwierdzający jej udział w maratonie, nieznane są także jej losy po zakończeniu olimpiady.

### Wpływ maratonu ateńskiego
Szeroki rozgłos tej konkurencji był zauważalny w zawodach lekkoatletycznych na świecie. Jeszcze w tym samym roku w lipcu rozegrano pierwszy maraton paryski, w którym zwyciężył Brytyjczyk Len Hurst z czasem 2:31:29,8 (w biegu wzięli udział zawodowcy). W 1896 rozgrywano jeszcze maratony w Stanach Zjednoczonych (Stamford-Nowy Jork), na Węgrzech (Aszód), w Norwegii (Kristiania, obecnie Oslo) czy Danii (Kopenhaga), jednak rezultaty zwycięzców oscylowały w granicach trzech i pół godziny. W 1897 rozegrano pierwszy maraton bostoński. Do końca lat 90. XIX wieku biegano maratony także w niemieckim Lipsku, włoskim Mediolanie i w Szwecji z Södertälje do Sztokholmu.